# Euryarthrum bifasciatum
Euryarthrum bifasciatum là một loài bọ cánh cứng trong họ Cerambycidae.